# Markus Baur
Markus Baur (født 22. januar 1971 i Meersburg) er en tidligere tysk håndboldspiller og nuværende -træner samt tv-ekspertkommentator, der nu er træner for Frisch Auf Göppingen. Hans foretrukne position var som playmaker, og han spillede seks sæsoner for bundesligaklubben TBV Lemgo samt desuden for ligarivalerne SG Wallau-Massenheim og HSG Wetzlar, lige som han havde en lang karriere på det tyske landshold, som han blandt andet var med til at blive både verdens- og europamester med. Som træner har han tidligere blandt andet trænet Lemgo, TuS N-Lübbecke, schweiziske Kadetten Schaffhausen og det tyske U/20-U/21-landshold.
Baur blev kåret som årets tyske håndboldspiller i 2000 og 2002.

## Landshold
Baur nåede i sin karriere at spille i alt 228 landskampe og score 712 mål for det tyske landshold. Han var blandt andet med til at vinde EM i 2004 og VM i 2007. 
Han deltog desuden i tre olympiske lege. Ved OL 1996 i Atlanta blev tyskerne nummer syv og i 2000 i Sydney blev de nummer fem. Det bedste resultat opnåede han ved OL 2004 i Athen. Her blev tyskerne nummer tre i indledende pulje og besejrede derpå Spanien i kvartfinalen efter forlænget spilletid og straffekastkonkurrence. I semifinalen besejrede tyskerne det russiske hold, mens de i finalen måtte se sig besejret af Kroatien med 24-26 og fik dermed sølv, mens guldet gik til kroaterne og russerne vandt bronze.